# Antonio Sanint
Antonio Sanint Jaramillo (Bogotá, 25 de marzo de 1969) es un actor y comediante colombiano.

## Carrera
Estudió publicidad en el Politécnico Grancolombiano. En el año noventa decide irse a Los Ángeles, California y empieza a buscar destino. Seis años después vuelve a Colombia con una carrera en Cine de Orange Coast College, un cortometraje ganador del Chicago International Film Festival y tres años de experiencia en Casanova y Pendrill, una de las agencias de publicidad hispana más exitosas de Estados Unidos.
Vuelve a Colombia a trabajar en la agencia de publicidad BBDO Colombia. Un año después escribe y monta Ríase el show en el Teatro Nacional con su amigo de infancia Julián Arango y entra al equipo de trabajo de la W Radio en el programa "La hora del regreso".
Ha sido actor de comerciales de diferentes marcas como Colpatria, Ducales, 007 Mundo, Shampoo Ego y AquaFresh. Asimismo, ha sido locutor y voz institucional de varios productos en Colombia.
En televisión se inició como presentador del programa de comerciales "Marca Registrada", así como "Ciudad X" de City TV; posteriormente incursionó en la actuación como antagonista en Alicia en el país de las mercancías (2000); actor de reparto en El inútil (2001), Todos quieren con Marilyn (2004), Dora, la celadora (2004) de Caracol Televisión, La hija del mariachi (2006), En los tacones de Eva (2006), y La Pola (2010) de RCN Televisión, Pobres Rico (2012), entre otros. 
Hizo su incursión como actor de cine en una producción de Dago García Producciones, El paseo, dirigida por Harold Trompetero, que se estrenó el 25 de diciembre de 2010.
En el año 2008 estrena su Stand Up Comedy ¿Quién pidió pollo?, en el Teatro Nacional que viene presentándose con gran éxito en Colombia, Ecuador, Perú, Miami, Nueva York, Panamá y Toronto con una convocatoria de 500.000 personas en 800 funciones.
En 2021 se unió al elenco principal de Siempre fui yo, serie original de Disney+, interpretando a Lucas.

## Filmografía

### Televisión
| Año       | Título                              | Personaje                | Canal              |
| --------- | ----------------------------------- | ------------------------ | ------------------ |
| 2024      | Klass 95                            | Esteban Rocha            | Caracol Televisión |
| 2022-2024 | Siempre fui yo                      | Lucas Martín             | Disney+            |
| 2022      | Primate                             | Doctor                   | Prime Video        |
| 2020-2021 | Chichipatos                         | Juan Morales 'Juanquini' | Netflix            |
| 2018      | Arango y Sanint: Ríase el show      | El mismo                 | Netflix            |
| 2012-2013 | Pobres Rico                         | Alejandro Rico           | Canal RCN          |
| 2010-2011 | La Pola                             |                          | Canal RCN          |
| 2006-2008 | En los tacones de Eva               | Santiago                 | Canal RCN          |
| 2006-2008 | La hija del mariachi                | Dr. Esteban Soto         | Canal RCN          |
| 2004-2005 | Dora la celadora                    |                          | Caracol Televisión |
| 2004-2005 | Todos quieren con Marilyn           | Franchesco Rossi         | Canal RCN          |
| 2001-2002 | El inútil                           | Fernando Fernandez       | Canal RCN          |
| 2000-2001 | Alicia en el país de las mercancías | Mauricio Manrique        | Canal RCN          |

## Cine
| Año  | Título                               | Personaje    | Nota                |
| ---- | ------------------------------------ | ------------ | ------------------- |
| 2020 | Chichipatos: !Que chimba de Navidad! | Juanquini    |                     |
| 2014 | Carta al niño Dios                   |              |                     |
| 2010 | Los atrapasueños                     | Poe          | Escritor y Director |
| 2010 | El paseo                             | Alex Peinado |                     |